# Bertelsmann-Stiftung
De Bertelsmann-Stiftung is een Duitse, in Gütersloh gevestigde stichting, die o.a. de meerderheid van de aandelen van het Bertelsmann-mediaconcern bezit.
De stichting vertegenwoordigt de belangen van de familie Bertelsmann/ Mohn in het concern. Samen met twee gelieerde stichtingen bezit zij (2019) 80,9% van de aandelen in het concern, echter geen aandelen met stemrecht binnen de algemene vergadering van aandeelhouders, zodat haar invloed op het  bedrijfsbeleid pro forma te verwaarlozen is.
De stichting, die in 1977 door concerndirecteur Reinhard Mohn in het leven werd geroepen, heeft officieel ook een cultureel en maatschappelijk doel, hetgeen fiscale voordelen voor de stichting, de familie Bertelsmann/ Mohn en het Bertelsmann-concern oplevert.
Dit bezorgt de stichting veel kritiek, vooral van degenen, die een ongewenste beïnvloeding van de publieke opinie alsmede een te grote invloed op de gezondheidszorg en het onderwijsbeleid vrezen ten gunste van mensen, instellingen en bedrijven, die dezelfde belangen als de Bertelsmann/ Mohn-familie hebben of dezelfde politieke opvattingen huldigen (belangenverstrengeling).
De stichting heeft daadwerkelijk veel initiatieven ontplooid, waarvan die op het gebied van de muziek, de educatie en de gezondheidszorg het meest opvallend zijn. 
Sinds 2011 werd het bestuur van de stichting geleid door een Nederlander, Aart Jan de Geus, en sinds 2020 door de uit Eupen afkomstige Ralph Heck.